# Intyna
Intyna (endosporium) – wewnętrzna warstwa ściany komórkowej otaczającej zarodniki mszaków i paprotników, ziarno pyłku u roślin okrytozalążkowych i nagozalążkowych oraz zarodniki grzybów. W przeciwieństwie do zewnętrznej, pokrytej kutykulą warstwy egzyny, intyna roślin jest cienka i zbudowana z celulozy i pektyny Pojawiająca się podczas kiełkowania ziarna pyłku łagiewka pyłkowa jest komórką wegetatywną otoczoną intyną, wysuwająca się przez otworek (porus) w egzynie. Pory mogą być zamknięte skutynizowanymi wieczkami.
U grzybów endosporium zbudowane jest z polimerowych polisacharydów chityny i glukanu. Tylko u grzybów ściany komórkowe zawierają te substancje. Są one odporne na wiele substancji chemicznych, m.in. na działanie gorącego wodorotlenku potasu KOH. Grubość ścian komórkowych w zarodnikach grzybów zależna jest od warunków jakie muszą przetrwać. Grube ściany to adaptacja zarodników do przetrwania trudnych warunków w przewodzie pokarmowym zwierząt. Z tego powodu grube ściany mają głównie zarodniki grzybów saprotroficznych, a zwłaszcza grzybów koprofilnych, np. polówek (Agrocybe), kołpaczków (Panaeolus) i łysiczek (Psilocybe) i łuskwiaków.